# Hyalarctia tepica
Hyalarctia tepica là một loài bướm đêm thuộc phân họ Arctiinae, họ Erebidae.